# 샤잔 파담시
샤잔 파담시(Shazahn Padamsee, 1987년 10월 18일 ~ )는 프랑스의 배우, 모델이다.

## 출연 작품
- 하우스풀 2 (2012)
- 마이 하트 이즈 스틸 어 차일드 (2011)
- 오렌지 (2010)

## 같이 보기
- 인도 영화 배우 목록